# Johann IV. (Katzenelnbogen)

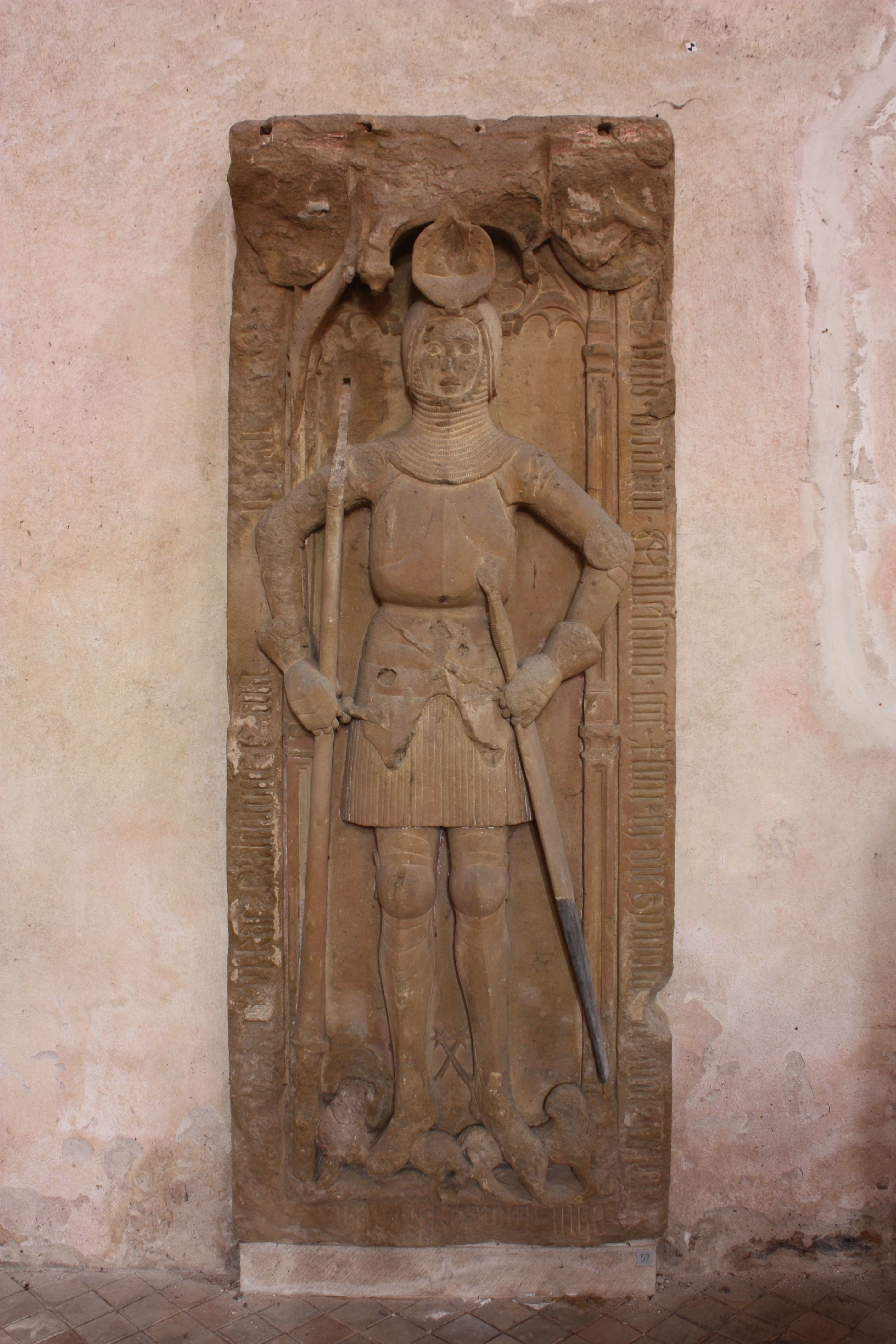
Grabplatte Johanns in Kloster Eberbach

Johann IV. von Katzenelnbogen († 1444) war einer der letzten Grafen aus der jüngeren Linie des Geschlechts von Katzenelnbogen.
Sein Vater war Dieter VIII., ein Graf von Katzenelnbogen aus der Jüngeren Linie derer von Katzenelnbogen, er herrschte vorwiegend in der Obergrafschaft Katzenelnbogen.
Seine Mutter war Elisabeth von Nassau-Wiesbaden, eine Tochter von Adolf I. von Nassau-Wiesbaden (1307–1370).
Johann IV. heiratete 1383 Anna von Katzenelnbogen, eine entfernte Cousine aus der älteren Linie des Geschlechts, und hatte mit ihr mindestens einen Sohn, Graf Philipp I. (1402–1479).
Dieser Sohn, Philipp I., blieb der letzte überlebende männliche Namensträger des Geschlechts; er hatte zwar selbst zwei Söhne, Philipp (1427–1453) und Eberhard (?–1456), aber diese starben beide vor ihm und hatten selbst keine männlichen Nachkommen, so dass bei seinem Tod seine Tochter Anna die Besitzungen einschließlich der Burg Dornberg erbte, wodurch alles an die Familie ihres Mannes, des Landgrafen Heinrich III. von Hessen fiel.
Bedeutsam wurde Johann für die Geschichte des Rieslings: 1435 kaufte Klaus Kleinfisch, ein Verwalter Johanns, für einen gräflichen Weinberg in Rüsselsheim für 22 Schilling Setzreben einer neuen weißen Rebsorte. In dieser Rechnung wird der Name Riesling das erste Mal urkundlich erwähnt.
Johann starb 1444 auf Burg Rheinfels, sein Leichnam wurde später nach Kloster Eberbach überführt, welches seit Eberhard I. von Katzenelnbogen die Grablege der Familie war.